# Коэн, Уильям Себастьян
Уи́льям Себастья́н Ко́эн (англ. William Sebastian Cohen; род. 28 августа 1940, Бангор, штат Мэн) — американский юрист, политический, военный и государственный деятель, занимавший пост министра обороны США в администрации президента Клинтона в 1997—2001 годах.

## Биография
Уильям Коэн родился в городе Бангор в штате Мэн в семье еврейского иммигранта из России пекаря Реувена Коэна и Клары Коэн, ирландской протестантки. После окончания средней школы в Бангоре в 1958 году учился в Боудин-колледже изучая латынь и окончил его с отличием в 1962 году, получив степень бакалавра. После этого Коэн учился в школе права Бостонского университета, окончив её также с отличием в 1965 году.
После окончания учёбы Коэн работал юристом в Бангоре, преподавал бизнес-администрацию в университете Мэна (1968—1972). Был избран в городской совет, а в 1971 году стал мэром Бангора.
На выборах 1972 года Коэн был избран в Конгресс США. Работая в Конгрессе, участвовал в расследовании Уотергейтского скандала, голосовал за импичмент Ричарда Никсона. Был переизбран в Конгресс. В 1978 году избран в Сенат США, переизбран в 1984 и 1990 годах. Работая в Сенате, являлся членом комитета по военным делам, комитета по разведке и комитета по правительственным делам.
В январе 1997 года назначен на пост министра обороны США переизбранным на второй срок президентом Клинтоном. Во время работы Коэна начался процесс расширения НАТО с включением в него Польши, Венгрии и Чехии, был создан совет Россия-НАТО.
В 2001 году вышел в отставку.